# Daniel Diges
Daniel Diges García (Alcalá de Henares, Madrid, 17 de enero de 1981) es un actor y cantante español que se dio a conocer interpretando a David "Gato" en la serie juvenil de Antena 3 Nada es para siempre, entre 1999 y 2000. En 2010 fue el representante español en el Festival de Eurovisión.

## Trayectoria profesional
Tras comenzar su carrera en el teatro, en la compañía Teatro Escuela Libre de Alcalá de Henares (TELA), pasó a la publicidad. Ha trabajado en diferentes programas y series infantiles como el Club Megatrix (2001-2003), así como la serie adolescente Nada es para siempre en la cual, a lo largo de doscientos setenta y cinco capítulos (1999-2000), interpretó al joven Gato, íntimo amigo del también actor adolescente Carlos Castel.
Ha aparecido en conocidas series de la pequeña pantalla como Ana y los siete, Hospital Central o Aquí no hay quien viva (interpretando a DJ Gayumbo), así como en el programa Max Clan (2003-2004), en el que interpretaba el papel de Max, el líder de una tribu urbana.
En 2005 pasó a la serie Agitación + IVA y más tarde al teatro, donde actuó en el musical Hoy no me puedo levantar — como Mario — y en su versión infantil En tu fiesta me colé interpretando a Colate. En 2007 participó en el musical We Will Rock You dando vida a Galileo.
En 2008 protagonizó el musical High School Musical interpretando a Troy. Entre 2009 y principios de 2010 se puso en la piel de Sky en 'Mamma Mia!'.
Desde 2010 a 2012, Diges participa la nueva versión del musical Los Miserables en Madrid y Barcelona, interpretando a Enjolras.
En el 2011 crea y produce junto a [David Ordinas, Ignasi Vidal, Pablo Puyol y Zenón Recalde el espectáculo Póker de Voces. Dicho espectáculo es interpretado en el Teatro Calderón y Lope de Vega de Madrid con aforo completo.
Entre el 1 de octubre de 2012 y el 11 de febrero de 2013, Daniel Diges participó en el programa de televisión Tu cara me suena, emitido en Antena 3, donde ocho famosos deben transformarse cada semana en un cantante y cantar una de sus canciones. Diges se clasificó como segundo finalista.
En 2012 dio vida a Gastón en el musical La bella y la bestia y en 2013 a Mario en Hoy no me puedo levantar.
Actualmente está en proyecto su tercer disco y mientras tanto ha reeditado el segundo con la incorporación de tres canciones más: "Noelia" de Nino Bravo, "Black is Black" de Los Bravos y un nuevo arreglo de "Tengo Ganas de Ti", canción que ya estaba incluida en su disco.
En 2014 participa como Mentor en la versión de niños de Tu cara me suena Mini de la cadena Antena 3.
En la gira 2013-2014 del musical Los Miserables encarnó el personaje de Jean Valjean.
En 2017 estrenó como Jean Valjean en la producción brasileña de Les Misérables, en São Paulo y desde el 22 de marzo de 2018, interpreta al mismo personaje en la nueva producción mexicana del musical.
Desde 2019 encarna el personaje de Rob J. Cole en el musical El Médico, que fuera estrenado mundialmente en Madrid el 17 de octubre de 2018 en el Teatro Nuevo Apolo.

### Eurovisión 2010
Se presentó como candidato para representar a España en el Festival de Eurovisión 2010 con el tema Algo pequeñito, canción compuesta por Jesús Cañadilla y con arreglos y producción de Alejandro de Pinedo. Quedó entre los diez primeros en las votaciones de la web que hizo RTVE, lo cual le dio derecho a participar en la final española.
Esta final se realizó en La 1 de TVE, en el programa especial Destino Oslo que se celebró el 22 de febrero de 2010, y por votación del jurado y del público, ganó la preselección y representó a España el 29 de mayo de 2010 en Oslo. A pesar de que un espontáneo (el popularmente conocido como Jimmy Jump) saltó al escenario y deslució la interpretación durante veinte segundos, Diges y sus bailarines continuaron con la canción como si nada hubiera ocurrido. Finalmente, la Unión Europea de Radiodifusión pidió disculpas y anunció que España repetiría su actuación tras la última canción de la noche. En las votaciones, Diges ocupó el decimoquinto puesto con 68 puntos y el voto de catorce países, recibiendo doce puntos de Portugal y ocho de Lituania como máximas puntuaciones. Más adelante, al publicarse los resultados desglosados de jurado y televoto, se sabría que el televoto en solitario le situó en 12.º lugar con 106 puntos, mientras que el jurado en solitario le situó en 20.º lugar con 45 puntos.

### Carrera discográfica
En marzo de 2010 Daniel Diges firmó un contrato con la discográfica Warner para grabar un álbum en el estilo de los crooners. El álbum homónimo Daniel Diges, publicado el 18 de mayo de 2010, está producido por el compositor y productor Óscar Gómez e incluye dos versiones de Algo pequeñito, canciones compuestas por el propio Diges y adaptaciones de temas de Billy Joel, Michael Bublé o Robbie Williams, entre otros.
El 31 de enero de 2012 lanzó su segundo álbum ¿Dónde estabas tú en los setenta?, un disco de versiones de canciones  de la década de los 70.
El 29 de abril de 2014 saca a la venta su tercer disco de estudio "Quiero", producido por Daniel Ambrojo, y que contiene 10 canciones inéditas de corte de pop melódico compuestas por él y por autores creadores de los mayores éxitos de artistas como Malú, Carlos Rivera o Tamara.
El 27 de noviembre de 2015 salió al mercado su cuarto álbum de estudio Calle Broadway, un disco que recorre los mayores éxitos del teatro musical, con temas que en su momento protagonizó Daniel Diges en su versión española, o que le habría gustado protagonizar.

## Discografía

### Álbumes de estudio
| Año  | Álbum                                              | Posiciones | Copias y certificaciones |
| Año  | Álbum                                              | Pos. máx.  | Copias y certificaciones |
| ---- | -------------------------------------------------- | ---------- | ------------------------ |
| 2010 | Daniel Diges - Publicado: 23/05/10                 | 6          |                          |
| 2012 | ¿Dónde estabas tú en los 70? - Publicado: 31/01/12 | 13         |                          |
| 2014 | Quiero - Publicado: 29/04/14                       | 13         |                          |
| 2015 | Calle Broadway - Publicado: 27/11/15               |            |                          |

### Sencillos
- 2010 "Algo pequeñito"
- 2010 "Quédate conmigo"
- 2010 "Momentos de Navidad"
- 2012 "Help! (Ayúdame)"
- 2013 "Hoy tengo ganas de ti"
- 2014 "Te llevas mi amor"
- 2015 "Te veo"
- 2015 "Va todo al ganador"

## Teatro musical
| Año             | Musical                             | Personaje       | Ciudad             |
| --------------- | ----------------------------------- | --------------- | ------------------ |
| 2005 - 2006     | En tu fiesta me colé                | Colate          | Madrid             |
| 2005 - 2006     | Hoy no me puedo levantar            | Mario           | Madrid             |
| 2007 - 2008     | We Will Rock You                    | Galileo         | Madrid             |
| 2008 - 2009     | High School Musical                 | Troy Bolton     | Gira española      |
| 2009 - 2010     | Mamma Mia!                          | Sky             | Gira española      |
| 2010 - 2012     | Los miserables                      | Enjolras        | Madrid / Barcelona |
| 2012 - 2013     | La bella y la bestia                | Gastón          | Gira española      |
| 2013 - 2014     | Hoy no me puedo levantar            | Mario           | Madrid             |
| 2014 - 2015     | Los miserables                      | Jean Valjean    | Gira española      |
| 2017            | Los miserables                      | Jean Valjean    | São Paulo          |
| 2018 - 2019     | Los miserables                      | Jean Valjean    | Ciudad de México   |
| 2019 - 2020     | El médico                           | Rob J. Cole     | Madrid             |
| 2020 - 2021     | ¿Quién mató a Sherlock Holmes?      | Sherlock Holmes | Madrid / Barcelona |
| 2021 - 2022     | Kinky Boots                         | Charlie Price   | Madrid             |
| 2022 - 2023     | Tick, Tick... Boom!                 | Jonathan        | Madrid             |
| 2023            | Los titanes. La furia de los dioses | Zeus / Ceo      | Mérida             |
| 2023 - presente | Charlie y la fábrica de chocolate   | Willy Wonka     | Gira española      |

## Televisión
Compitió en Tu cara me suena, en Antena 3. Su clasificación:
- 1.ª gala: Whitney Houston (41 puntos) Quinto.
- 2.ª gala: Antonio Molina (63 puntos) Ganador.
- 3.ª gala: Nino Bravo (55 puntos) Segundo.
- 4.ª gala: Tino Casal (35 puntos) Quinto.
- 5.ª gala: David Bustamante (34 puntos) Séptimo.
- 6.ª gala: Joey Tempest (Europe) (31 puntos) Sexto.
- 7.ª gala: Luis Miguel (23 puntos) Sexto.
- 8.ª gala: Monserrat Caballé (54 puntos) Segundo.
- 9.ª gala (Especial Eurovisión): Rosa López (35 puntos) Sexto.
- 10.ª gala: Roy Orbison (48 puntos) Tercero.
- 11.ª gala (Especial Batalla de Estrellas): Alejandro Sanz (30 puntos) Quinto.
- 12.ª gala: Luis Mariano (56 puntos) Segundo.
- 13.ª gala (1.ª semifinal): Marc Anthony (50 puntos) Segundo.
- 14.ª gala (2.ª semifinal): Niña Pastori  (34 puntos) Finalista.
- 15.ª gala (3.ª semifinal): Cristian Castro (30% de los votos entre 5 finalistas) Finalista.
- 16.ª gala (final): Plácido Domingo (46% de los votos) (Segundo clasificado).

También, compitió en Tu cara me suena mini con José Luis Tenaguillo, en Antena 3. Su clasificación:
- 1.ª gala: Joselito (33 puntos) Segundos.
- 2.ª gala: José Andrés Aparicio y Juan Pedro Aparicio (Botones) (23 puntos) Últimos.
- 3.ª gala: David Bisbal y Luis Fonsi (25 puntos) Últimos.
- 4.ª gala: Natalia Jiménez y Jaime Terrón (Melocos) (39 puntos) Ganadores.
- 5.ª gala: Alejandro Fernández y Christina Aguilera con Julia Gonçalves (27 puntos) Sextos.
- 6.ª gala: Camilo Sesto (27 puntos) Sextos.
- 7.ª gala: Maurice White (Earth, Wind & Fire) (21 puntos) Séptimos.
- 8.ª gala: Antonio Morales "Junior" y Juan Pardo (Juan y Junior) (38 puntos) Segundos.
- 9.ª gala: Rigodón (La vuelta al mundo de Willy Fog) / Luis Miguel (31 puntos) Quinto.
- Semifinal: Vicente Fernández (25 puntos) Séptimos.
- Final: Louis Tomlinson y Zayn Malik (One Direction)

## Galardones
- Premio "Gran Vía de los musicales" como mejor actor revelación por el personaje protagonista "Mario" en Hoy no me puedo levantar.
- Premio “Broadway world” como mejor actor protagonista por “sherlock” Em “Quien mató a sherlock homes” 2020.